# طراح لباس

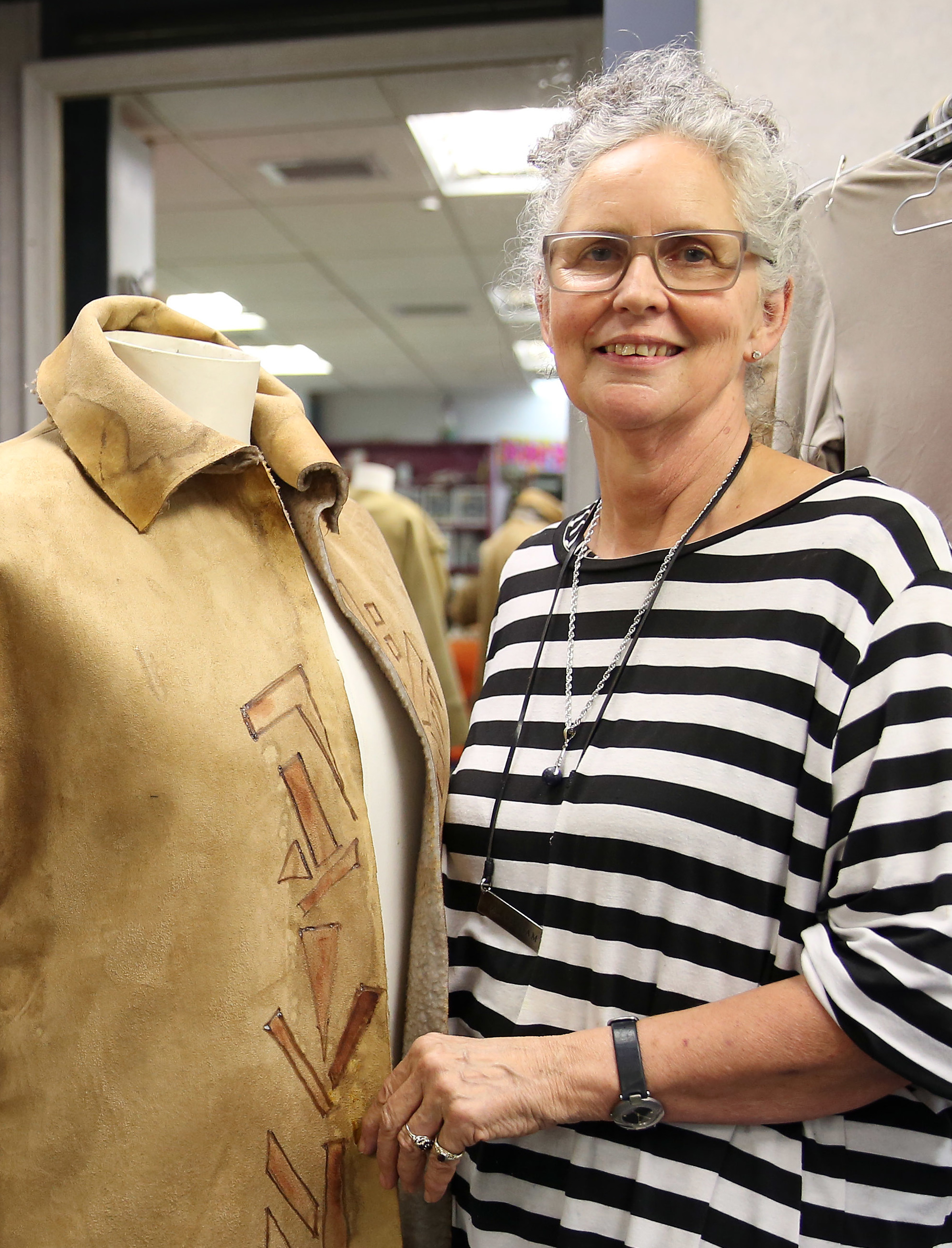
الیزابت وایتینگ، طراح لباس اپرای نیوزلند در سال ۲۰۱۶

طراح لباس شخصی است که برای یک فیلم، تولید صحنه و یا نمایش تلویزیونی، لباس طراحی می‌کند. نقش طراح لباس، ساخت لباس شخصیت‌ها و ایجاد تعادل بین صحنه‌ها با بافت و رنگ و غیره است. طراح صحنه و لباس در کنار کارگردان، طراح صحنه، نورپردازی، طراح صدا و سایر پرسنل خلاق کار می‌کند. طراح لباس همچنین ممکن است با یک آرایشگر، استاد کلاه‌گیس یا آرایشگر همکاری کند. در تئاتر اروپا، نقش متفاوت است، زیرا طراح تئاتر معمولاً هم لباس و هم عناصر صحنه را طراحی می‌کند.